# Арсеньєв Іван Олексійович
Іван Олексійович Арсеньєв (рос. Ива́н Алексе́евич Арсе́ньев; 1783? — 1851?) — генерал-майор російської імператорської армії .

## Біографія
Народився в сім'ї Олексія Івановича Арсеньєва (1765—1820); мати, Марія Андріївна (1765—?) — дочка графа Андрія Івановича Толстого. Батько дослужився до чину дійсного статського радника.
Підполковник із 20 вересня 1817 року. Служив у Охтирському гусарському полку . Після арешту А. 3. Муравйова тимчасово командував полком у січні 1826 року. За словами М. П. Бестужева-Рюміна (говорив, що на Арсеньєва «міцно можна надіятися») А. 3. Муравйов вважав його членом таємного товариства, що під час слідства не підтвердилося. Наказ про арешт Арсеньєва було віддано 1 лютого 1826 року, заарештовано за місцем служби — 7 лютого і через Житомир було доставлено 14 лютого на головну гауптвахту до Петербурга; з 15 лютого перебував у Петропавлівській фортеці. Вже 22 лютого було вирішено його звільнити з виправдувальним атестатом.
У 1828—1835 роках був командиром Маріупольського (гр. Вітгенштейна) полку; 16 грудня 1831 отримав орден св. Георгія 4-го ступеня.
7 квітня 1835 року проведений в чин генерал-майора; призначений командиром бригади 3-ї легкої кавалерійської дивізії; 3 жовтня 1837 був нагороджений орденом Св. Володимира 3-го ступеня.
У матеріалах до «Російського провінційного некрополю» великого князя Миколи Михайловича, опублікованих Д. Шиловим, є згадка: «Арсеньєв Ів. Ол., ген.-л., 1786—1857. Влоцлавський правосл. цвинтар» .
Дружина — Марія Дмитрівна (1811-?). Їхній син, Іван.